# Visalia
Visalia – miasto w Stanach Zjednoczonych, w stanie Kalifornia, w hrabstwie Tulare.   Około 122 tys. mieszkańców (2007).
Jest częścią obszaru metropolitalnego Visalia-Porterville liczącego około 368 tys. mieszkańców (2000).
Z Visalia pochodzi Melissa Price, amerykańska lekkoatletka, specjalizująca się w skoku o tyczce.

## Miasta partnerskie
- Miki, Japonia
- Putignano, Włochy